# Scaptomyza cyrtandrae
Scaptomyza cyrtandrae är en tvåvingeart som beskrevs av Hardy 1965. Scaptomyza cyrtandrae ingår i släktet Scaptomyza och familjen daggflugor. Inga underarter finns listade i Catalogue of Life.